# Bergdorf Goodman
Bergdorf Goodman è un grande centro commerciale di lusso con sede sulla Quinta Strada a Midtown Manhattan, New York. Il negozio è stato fondato nel 1899 da Herman Bergdorf ed è stato successivamente gestito da Edwin Goodman e da suo figlio Andrew Goodman.
Attualmente, Bergdorf Goodman opera in due negozi situati uno di fronte all'altro sulla Fifth Avenue tra la 57ª e la 58ª strada. Il negozio principale, inaugurato nella sua posizione attuale nel 1928, si trova sul lato ovest della Fifth Avenue. Un negozio distinto dedicato alla clientela maschile, istituito nel 1990, si trova invece di fronte, sul lato est della Fifth Avenue.
Bergdorf Goodman è una filiale di Neiman Marcus, holding di proprietà della società di private equity californiana Ares Management.

## Storia

### Fondazione e primi anni (1899-1951)
Le origini del grande magazzino risalgono al 1899, quando l'immigrato alsaziano Herman Bergdorf decise di aprire una sartoria a Union Square, nel centro di Manhattan.
Edwin Goodman, un mercante ebreo statunitense 23enne di Lockport, si trasferì a New York City per lavorare come apprendista da Bergdorf. Nel giro di due anni, il giovane raccolse abbastanza denaro per acquistare una partecipazione nell'azienda, che venne così rinominata Bergdorf Goodman nel 1901. Nel 1906, Bergdorf Goodman si trasferì in una nuova sede sulla 32ª strada, appena ad ovest della Fifth Avenue e del "Ladies' Mile". La scelta di traslocare fu fortemente voluta da Goodman, che comprò inoltre la quota societaria di Bergdorf e permise a quest'ultimo di ritirarsi a Parigi.
Nel 1914 Goodman decise di far fare un salto di qualità all'azienda trasferendosi in un edificio di cinque piani al numero 616 della Quinta Strada, dove oggi sorge il Rockefeller Center. L'investimento ripagò e Goodman si fece riconoscere come il primo couturier a introdurre la moda prêt-à-porter, rendendo Bergdorf Goodman un punto di riferimento per la moda statunitense e francese.
Il negozio si trasferì nella sua posizione attuale tra la Quinta Strada e la 58ª nel 1928, costruendo un elegante palazzo in stile Beaux-Arts dove prima sorgeva la lussuosa residenza dell'imprenditore Cornelius Vanderbilt II. Goodman progettò il nuovo negozio suddividendolo in sezioni con vetrine che potevano essere affittate, e vennero effettivamente affittate a importanti nomi della moda newyorkese. Durante la Grande depressione, Goodman accumulò una grande fortuna, che gli permise di acquistare l'intero edificio: per tutto il 1930, l'imprenditore acquistò le ipoteche delle imprese circostanti, arrivando a possedere l'intero blocco.

### La seconda generazione (1951-1972)
Il figlio di Goodman, Andrew, assunse il ruolo di presidente nel 1951 e successe alla guida dell'azienda nel 1953, dopo la morte di suo padre. Durante il mandato di Andrew, i grandi magazzini inaugurarono un salone di pellicce, svilupparono il celebre profumo "Number Nine" ("Love Potion Number Nine"), e crearono Miss Bergdorf, una linea di prêt-à-porter per le clienti più giovani.
Il Bergdorf Goodman Building iniziò inoltre un'espansione di 1 milione di dollari nel 1959 (8,9 milioni di dollari odierni) in due edifici adiacenti. Otto anni dopo, un'espansione di 2,5 milioni di dollari nel 1967 (19,4 milioni di dollari oggi) quasi raddoppiò l'area del negozio, fino a 11.000 metri quadrati.

### La nuova proprietà (1972-1990) e il centenario (1990-oggi)
Nel 1972, Andrew Goodman vendette i grandi magazzini Bergdorf Goodman alla società Broadway-Hale Stores, più tardi rinominata Carter Hawley Hale Stores (CHH), per 12,5 milioni di dollari, in un accordo che fece rimanere Goodman proprietario del negozio e titolare di un appartamento all'ultimo piano dell'edificio. Nel 1987, il centro commerciale Bergdorf Goodman fu scorporato per formare il Neiman Marcus Group, una nuova società con sede a Dallas. Nel frattempo, nel 1990, venne inaugurato uno spazio dedicato esclusivamente alla moda maschile.
Il 2 maggio 2005, due società di private equity, la Texas Pacific Group e la Warburg Pincus, hanno acquisito il gruppo Neiman Marcus e la sua filiale Bergdorf, in un'operazione di leveraged buyout.
A causa della pandemia di COVID-19, nel maggio 2020 la holding Neiman Marcus ha ufficialmente presentato domanda di fallimento.

## Curiosità
Il centro commerciale è stato immortalato da due film-documentari: Dita and the Family Business (2001), che esplora la storia dei suoi proprietari, e Scatter My Ashes at Bergdorf's (2013), che contiene numerose testimonianze di stilisti e celebrità.
In Come sposare un milionario (1953), le attrici Lauren Bacall, Betty Grable e Marilyn Monroe affermano che il reparto visoni di Bergdorf's sia "il luogo ideale per incontrare uomini". In un'altra pellicola, Il visone sulla pelle (1962), Cary Grant manda Doris Day a fare shopping nel negozio. Il negozio compare anche nel film Arturo del 1981.
Più recentemente, Bergdorf Goodman è raffigurato in una scena di Ocean's 8 (2018), con il personaggio di Sandra Bullock che ruba cosmetici dal negozio. Inoltre, Bergdorf Goodman è il luogo di shopping preferito di Carrie Bradshaw (Sarah Jessica Parker), protagonista di Sex and the City, comparendo in più riprese del film Sex and the City 2.